# Lunar Orbiter 1
Lunar Orbiter 1 var en del af Lunar Orbiter-programmet og skulle tage billeder af Månens overflade, der skulle bruges til at finde sikre landingssteder for Apollo- og Surveyor-programmet. Den skulle også undersøge tyngdekraften, strålingen og mikrometeorider omkring Månen.
Rumsonden Lunar Orbiter 1 blev opsendt den 10. august 1966, klokken 20:26 og placeret i et parkeringskredsløb om Jorden, klokken 20:31 (UTC+1).  Den blev sendt videre mod Månen klokken 21:04 (UTC+1).
Turen gik ikke helt fejlfrit, rumsondens Canopus stjernekamera gik midlertidigt ned (Formentlig pga. direkte sollys) og rumsonden blev også overophedet på vej mod Månen. Stjernekameraproblemet blev løst ved at navigere efter Månen. Overophedningen blev løst ved at dreje rumsonden 36 grader væk fra solen, og dermed sænke temperaturen.
92,1 timer efter opsendelsen, gik Lunar Orbiter 1 ind i et næsten ækvatorialt kredsløb om Månen.
Rumsonden modtog billeddata fra den 18. august 1966, til den 14. september 1966.
Totalt 42 højkvalitets- og 187 mellemkvalitetsbilleder blev optaget på rullefilm og fremkaldt om bord. Negativerne blev derefter linjescannet og uploaded til Jorden. Billederne  dækkede over 5 millioner km² af Månens overflade, og ca. 75% af det planlagte, også selvom de første højkvalitetsbilleder viste uskarphed. Den tog også de første to billeder af Jorden fra Månens afstand. Præcisionsdata var samlet fra alle de andre eksperimenter gennem målinger i kredsløb viste at Månens tyngdekraft var svagt pæreformet, og ingen mikrometeoridesammenstød blev målt. Efter at rumsonden var løbet tør for film blev den beordret til at knuses mod Månens overflade ved 7 grader N højde, 161 grader E længde (selenografiske koordinater) den 29. oktober 1966 i dens 577. kredsløb.  
| Månefotografiske undersøgelser | Udvælgelse af Apollo- og Surveyorlandingssteder |
| Meteordetektor                 | Undersøgelse af mikrometeorider i månemiljøet   |
| Cæsium Jod-ion Dosimeter       | Måling af stråling nær Månen                    |
| Selenodæsi                     | Måling af Månens tyngdeanomalier                |

- Et af de første billeder af Jorden, taget fra Månens afstand. 23. august , 1966.
- Billedet er blevet behandlet til en bedre kvalitet i forbindelse med LOIRP.

1. ↑  "Lunar Orbiter I: Extended Mission Spacecraft Subsystem Performance (pdf), s. pdf page 41, printed page 37 {{citation}}: Teksten "publisher:NASA" ignoreret (hjælp)

| Rumfart | Spire Denne artikel om rumfart er en spire som bør udbygges. Du er velkommen til at hjælpe Wikipedia ved at udvide den. |